# HD127453
HD127453 — хімічно пекулярна зоря спектрального класу B8, що має видиму зоряну величину в смузі V приблизно  7,4.
Вона  розташована на відстані близько 838,4 світлових років від Сонця.

## Пекулярний хімічний склад
Зоряна атмосфера HD127453 має підвищений вміст 
Si
.